# Воливахин, Николай Андреевич
Николай Андреевич Воливахин (19 декабря 1921, Киев — 24 февраля 2002, Павлоград) — советский военачальник, генерал-лейтенант.

## Биография
Окончил в 1939 году 10-летнюю Павлоградскую школу. Служил в РККА, с мая 1940 года в командном составе, с ноября 1940 года командир взвода. Воевал на Юго-Западном и Западном фронтах Великой Отечественной, дважды ранен. 
Окончил курсы комсостава «Выстрел» и военную академию имени Фрунзе. С 23 марта 1944 года — капитан Польских вооружённых сил в СССР, занимал должность начальника штаба 11-го пехотного полка 4-й Померанской пехотной дивизии имени Яна Килиньского. Майор (27 мая 1944). Войну закончил в звании подполковника.
После войны Воливахин продолжил службу в Корпусе внутренней безопасности, с августа 1945 года руководил отделом в штабе, с декабря 1945 года — заместитель коменданта офицерской школы в Легнице, с апреля 1946 года — руководитель управления Корпуса по Вроцлавскому воеводству. Осенью 1947 года вернулся в СССР, после окончания академии имени Фрунзе произведён в полковники. В январе 1951 года снова отправлен в Польшу как начальник отдела в штабе Померанского военного округа (Быдгощ). С осени 1952 года заместитель начальника штаба 2-го военного округа по оперативным вопросам. Майор (август 1955, по распоряжению Президиума Совета министров СССР). В СССР вернулся в ноябре 1956 года.
С 28 июля 1963 по 24 мая 1965 годов — командир 18-й гвардейской мотострелковой дивизии. 
С марта 1967 по март 1969 годов — начальник штаба Уральского военного округа. 
В отставке с 7 мая 1976 года.
Скончался 24 февраля 2002 года на 81-м году жизни в Павлограде. Похоронен там же.

## Награды
СССР
- Орден Красного Знамени (1945)
- Орден Отечественной войны I степени (1985)
- Орден Красной Звезды (1955)[3]
- Медаль «За боевые заслуги» (1950)[3]
- Медаль «За освобождение Варшавы»
- Медаль «За взятие Берлина»
- Медаль «За победу над Германией в Великой Отечественной войне 1941—1945 гг.»

 Польша
- Орден Virtuti Militari V степени (1945)
- Орден «Крест Грюнвальда» III степени (1946)
- Орден «Знамя Труда» II степени (1956)
- Офицерский крест Ордена Возрождения Польши (1954)
- Кавалерский крест Ордена Возрождения Польши (1945)
- Крест Храбрых (1945)
- Золотой крест Заслуги (1945)
- Серебряный крест Заслуги
- Бронзовая медаль «Вооружённые силы на службе Родине» (1951)
- Серебряная медаль «За заслуги при защите страны» (1968)